# Carol Beckwithová

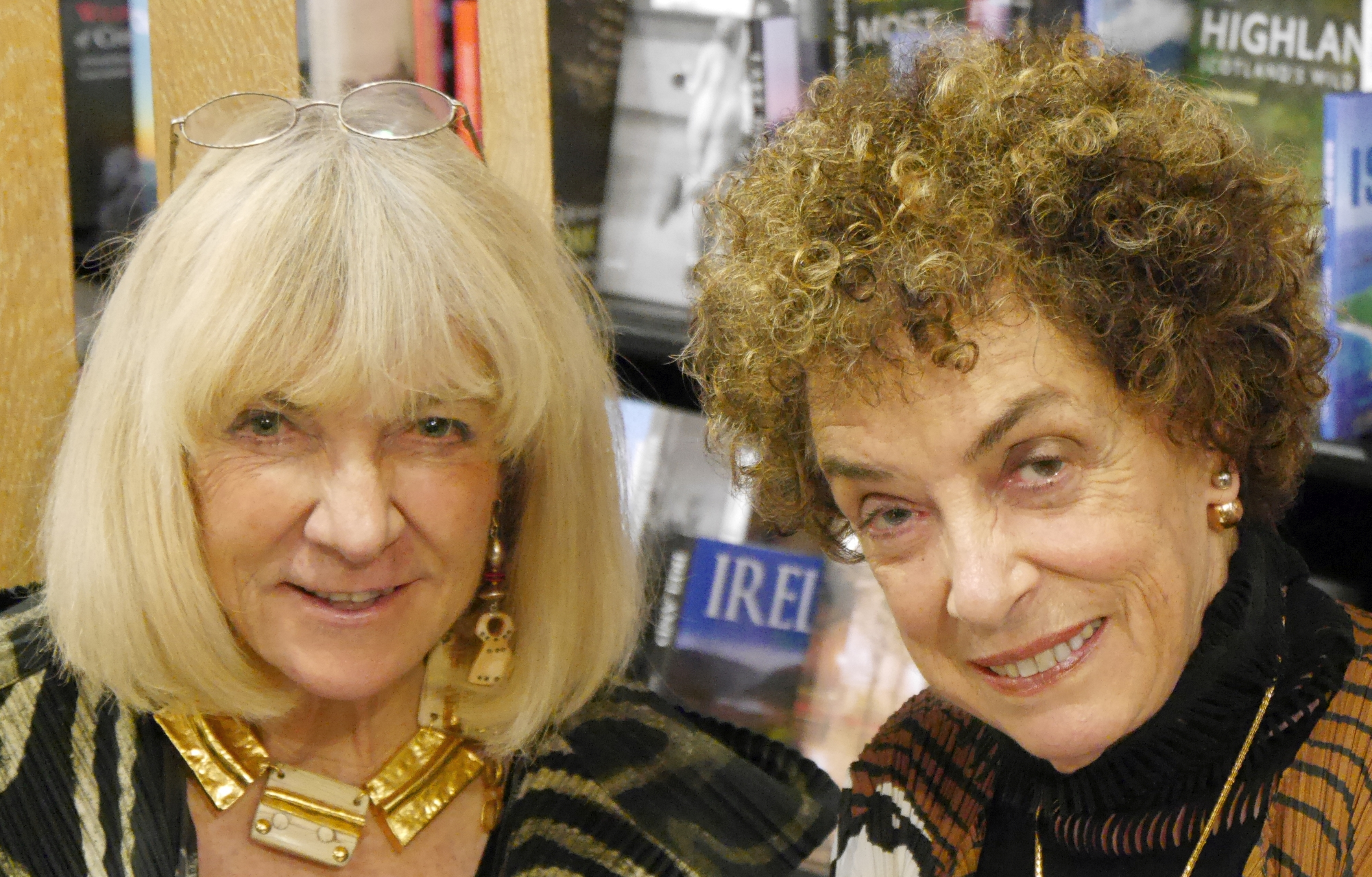
Angela Fisherová a Carol Beckwithová, Londýn, 2018

Carol Beckwithová (nepřechýleně Carol Beckwith; * 10. července 1945) je americká fotografka, autorka a umělkyně známá pro svou fotožurnalistiku dokumentující domorodé kmenové kultury Afriky, zejména ve spolupráci s australskou fotografkou Angelou Fisherovou. Beckwithová s Fisherovou vydaly společně 14 knih a jejich fotografie se objevily v National Geographic, Natural History, African Arts, The Observer Magazine, Time, Life, Vogue, Marie Claire a Elle.
Nadále vystavují a přednášejí v galeriích a muzeích po celém světě, včetně American Museum of Natural History a The Explorers Club v New Yorku, The Smithsonian Institution ve Washingtonu, DC a Royal Geographical Society v Londýně. Spolupracovali také na čtyřech filmech o afrických tradicích. Společně obdrželi řadu ocenění, včetně Ceny OSN za dokonalost, medaile Cherry Kearton od Královské geografické společnosti, dvě knižní ceny Anisfield-Wolf, cenu Lowell Thomas Award od klubu Explorers a cenu WINGS WorldQuest za celoživotní přínos.

## Životopis

### Raný život
Carol Beckwithová se narodila v Bostonu ve státě Massachusetts, kde navštěvovala School of the Museum of Fine Arts, Boston a Goucher College v Marylandu. Po získání titulu v oboru malba a fotografie, získala putovní stipendium od Bostonského muzea, které jí umožnilo poprvé cestovat do jiných zemí.
Strávila sedm měsíců v Japonsku, žila v zenovém chrámu a studovala kaligrafickou malbu. Pokračovala v cestování přes jihovýchodní Asii a Novou Guineu, kde byla svědkem „ sing-singu “, shromáždění 90 000 válečníků z Vysočiny, v Mount Hagen, a pádlovala na kánoi po jezerech Chambri, což byl zážitek, který nazvala „jedním z nejúžasnějších a svým způsobem formativním zážitkem v mém životě."
Její první cesta do Afriky se uskutečnila v roce 1973, kdy byla pozvána strávit Vánoce s přítelem v Keni. Beckwithová si koupila 45denní zpáteční letenku a nakonec zůstala osm měsíců. Tam se setkala s Masajskými lidmi, kteří ji pozvali, aby byla svědkem obřadu ženské obřízky. Užaslá rituálem se pak rozhodla s Masaji strávit více času.

### Kariéra
Beckwithová studovala fotografii na vysoké škole, ale původně zamýšlela stát se malířem. Právě během svých cest po Nové Guineji si uvědomila výhody fotografie, když řekla, že „existuje tak obrovské množství vzrušujícího materiálu, že místo toho jsem začala fotografovat a přistupovala k fotografii okem malíře, pokud jde o světlo, barvu, kompozici. Chtěla jsem, aby obrazy byly vícevrstevné zážitky způsobem, jakým je malba... [Fotografie] se zdála být vhodnější médium pro cestovatelské tempo.“ 
První velká spolupráce Beckwithové byla s Tepilitem Ole Saitotim, antropologem a bývalým masajským válečníkem, se kterým se setkala v Bostonu během jedné ze svých výstav fotografií. Z jejich spolupráce vznikla kniha Maasai (Abrams, 1980). Spolupracovala také s antropoložkou Marion van Offelenovou na produkci Nomads of Niger (Abrams, 1983), monografii o pastevcích dobytka ve Wodaabe. Přestože neměla formální vzdělání v antropologii, díky práci samostatně i s jinými antropology, jako jsou Saitoti, van Offelen a Linda Donley-Reid, „byla schopna vstřebat techniky rozhovorů, naučit se, jaké otázky klást, aby prozkoumala mnoho aspektů tradičního afrického života."

### Spolupráce s Angelou Fisherovou
Beckwithová poprvé slyšela o Angele Fisherové od jejího bratra Simona v roce 1974, během letu horkovzdušným balónem v zemi Masajů. Setkali se na výstavě Fisherové tradičních afrických šperků v Nairobi, kde zjistili, že je spojuje vášeň pro dokumentování tradičních afrických kultur. Během jednoho týdne spolu fotografovali obřad masajských válečníků.
Během více než tří desetiletí spolupráce produkovali publikace Africkou archu (Abrams, 1990), Africké obřady (Abrams, 1999), Pasáže (Abrams, 2000), Surmu (Taller Experimental, 2002), Karo (Taller Experimental, 2002), Masai, Himba, Hamar (Taller Experimental, 2002), Tváře Afriky (Abrams, 2004), Lamu: Keňský kouzelný ostrov (Abrams, 2009) a Dinka (Abrams, 2010). V roce 2011 pracovaly na dokončení své panafrické studie umění malování na tělo pro knihu s názvem Africa: Spirit of Paint a také na své třetí a poslední instalaci African Ceremonies s názvem African Twilight, která vyšla asi za dva roky.
Beckwithová bydlí v New Yorku a Fisherová v Londýně.

## Média

### Knihy
- 1980 Maasai (text Tepilit Ole Saitoti). USA: Abrams; Velká Británie, Německo a Francie: Abradale.
- 1983 Nomads of Niger (text Marion van Offelen). USA: Abrams; Francie: Abradale.
- 1990 Africká archa: Lidé a starověké kultury Etiopie a Afrického rohu (spolu s Angelou Fisherovou a Grahamem Hancockem). USA, Velká Británie, Francie, Německo a Itálie: Abrams.
- 1999 African Ceremonies I (spolu s Angelou Fisherovou). USA, Velká Británie, Francie, Německo a Itálie: Abrams. Organizace spojených národů „Cena za excelenci“ za rok 1999.
- 1999 African Ceremonies II (ve spolupráci s Angelou Fisherovou). USA, Velká Británie, Francie, Německo a Itálie: Abrams. Organizace spojených národů „Cena za excelenci“ za rok 1999.
- 2000 Passages (ve spolupráci s Angelou Fisherovou). USA a Francie: Abrams.
- 2002 African Ceremonies Concise (spolu s Angelou Fisherovou). USA a Francie: Abrams.
- 2002 Surma (spolu s Angelou Fisherovou). Santiago, Chile: Vyšší experimentální.
- 2002 Karo (spolu s Angelou Fisherovou). Santiago, Chile: Vyšší experimentální.
- 2002 Maasai, Himba, Hamar (spolu s Angelou Fisherovou). Santiago, Chile: Vyšší experimentální.
- 2004 Faces of Africa (spolu s Angelou Fisherovou). USA a Francie: National Geographic Society.
- 2008 Dinka: 2008 (spolu s Angelou Fisherovou). Chile: REProducciones; Kalifornie, USA: Timeless Art Productions. HP Indigo Award.
- 2009 Lamu: Kenya's Enchanted Island (spolu s Angelou Fisherovou, Davidem Coulsonem a Nigelem Pavittem). USA: Rizzoli. Cena „Kniha roku“ v předmluvě za rok 2009.
- 2010 Dinka: Legendary Cattle Keepers of Sudan (spolu s Angelou Fisherovou). USA: Rizzoli.

### Film a TV
- 1986 Way of the Wodaabe
- 1988 Nomádi z Nigeru
- 1990 Malíř a bojovník
- 1992 Millennium: Tribal Wisdom and the Modern World

## Ceny a ocenění
- 1991: Anisfield-Wolf Book Award v rasových vztazích za „mimořádné příspěvky k pochopení kulturní rozmanitosti a předsudků“
- 1999: Cena OSN za výjimečnost
- 2009: Cena za knihu roku z předmluvy
- 2009: Image Award od Sociedad Geográfica Española
- Cherry Kearton Medal z Royal Geographical Society of London za jejich „příspěvek k fotografickému záznamu africké etnografie a rituálu“
- 2010: Cena Lowella Thomase od The Explorers Club vyznamenání mužů a žen, kteří se vyznamenali v oblasti průzkumu
- 2010: Cena za celoživotní dílo od WINGS WorldQuest oceňující úspěchy vizionářských žen

### Rozhovory
- Rozhovor s National Geographic.com
- Rozhovor s Diane Rehm